# Xantheranthemum igneum
Xantheranthemum es un género de plantas con flores perteneciente a la familia Acanthaceae. Su única especie es: Xantheranthemum igneum (Regel) Lindau.

## Taxonomía
El género fue descrito por el botánico, pteridólogo y micólogo alemán Gustav Lindau y publicado en  Die Natürlichen Pflanzenfamilien 4(3b): 321, en el año 1895. (Mar 1895)
Sinonimia
- Chamaeranthemum igneum Regel basónimo